# Рудник Західно-Донецького товариства
Рудник Західно-Донецького товариства — закрите в 1920-х — 1930-х роках кам'яновугільне підприємство за 5-6 верст від залізничної станції Гришине (Покровськ) в районі хутора Табурний (частина села Звірове Покровського району Донецької області).

## Геологічна розвідка родовища

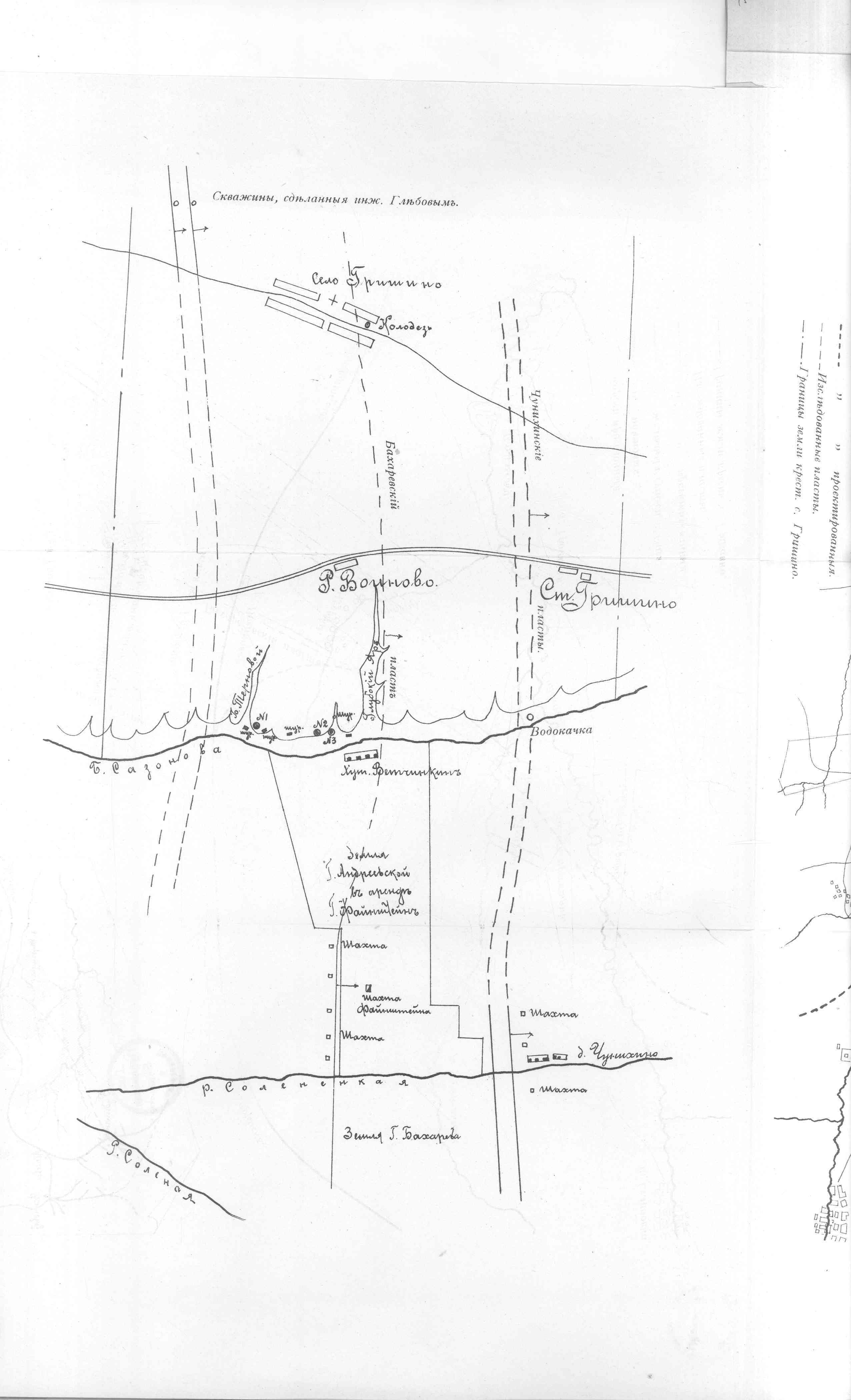
The scheme of coal mine after Shnurenko in Donetsk Oblast

Восени 1899 року в селі Гришине опинився інженер І. П. Табурно, який разом із промисловцем В. І. Хлопицьким проводив геологічні розвідки на предмет можливості відкриття на землях Гришинської громади капітального рудника. Місцем для закладки нових шахт було обрано Сазонову балку — південну межу селянських земель, а точніше — її правий схил. Місце було обрано не випадково: по-перше, ця балка була глибокою, і її схилами виходили на поверхню породи кам'яновугільної формації; по-друге, поруч вже працював Преображенський рудник В. Н. Файнштейна, який розробляв «Бахіревський» пласт вугілля. Саме його вказана розвідка і знайшла. Було закладено декілька розвідувальних шахт і шурфів, які дали в цілому позитивний результат щодо можливості промислової розробки родовища вугілля на землі села Гришине.
Для якнайшвидшого виходу майбутнього рудника на промислові обсяги видобутку вугілля, було рекомендоване облаштування рейкових і ґрунтових під'їзних колій до роз'їзду Войнове (блок-пост № 13) або станції Гришине. Крім того, в 1899—1900 роках велися дослідження траси Курахівської залізниці, один з варіантів якої (Рутченкове — Гришине) передбачав облаштування залізничного полотна на відстані у 0,5 верст від зони вказаних розвідок. І. П. Табурно підрахував, що за умовою будівництва нових протяжних залізниць загального користування в Гришинському районі, продуктивність рудника, що закладався, сягнула би позначки 7 млн пудів.

## Заснування рудника
Що стосується самого рудника, його експлуатацією мало займатися Західно-Донецьке кам'яновугільне товариство («Западон»). Останнє було засновано у 1901 році; голова правління — В. В. Чернавін, директор-розпорядник — камер-юнкер Височайшого Двору, князь С. В. Кудашов, директори — Л. А. Семков, І. П. Табурно. Основний капітал — 2,2 млн крб. Згідно зі статутом, метою товариства була «експлуатація кам'яновугільних покладів на землі, що належить громаді селян села Гришине в Гришинський волості Бахмутського повіту; в маєтку Б. О. Коптєва при Новоолексіївці та хуторі Дубрівка» (останні два населених пункти — сучасна Никанорівка, що на Добропільщині). Правління знаходилося в Санкт-Петербурзі.
Товариство приступило до закладка капітального рудника в районі «хутора Табурний» (народна назва околиці сучасного села Звєрєво). Саме підприємство офіційно іменувалося рудник Західно-Донецького кам'яновугільного товариства, але розпочинався майбутній капітальний рудник з маленької шахти хазяїна хутора — І. П. Табурно. У 1901—1902 звітному році шахта І. П. Табурно відвантажила по станції Гришине 2,5 вагони вугілля. У 1903 році І. П. Табурно продав свою шахту Романову, а в 1904 році — вирушив військкором на Російсько-Японську війну. З цього моменту життєвий шлях І. П. Табурно не переплітався так тісно із районом Гришино, але та добра справа, яку інженер зробив для Західного Донбасу, досить швидко дала істотні результати.

## Функціонування рудника
Перші відомості про рудник Західно-Донецького кам'яновугільного товариства, як окрему виробничу одиницю, датовані 1902 роком. Саме в цьому році на руднику було встановлено видобувну здатність у 1 млн пудів на рік, а плановий вуглевидобуток на період освоєння проектної продуктивності у поточному році становив 500 тис. пудів вугілля. Слід зазначити, що на даному етапі план на руднику було виконано: за 1902 календарний рік від імені Західно-Донецького товариства було відвантажено по станції Гришине майже 500 вагонів вугілля. То ж, робота рудника розпочалася не 1903 роком, як було прийнято вважати раніше, а щонайменше одним роком раніше.
Ще до революції 1905—1907 років на руднику Західно-Донецького кам'яновугільного товариства почалися проблеми із видобутком, які мали причини виключно технологічного характеру. У 1903 році на підприємстві було встановлено видобувну здатність 3,0 млн пудів вугілля на рік і річний плановий видобуток — 1,0 млн пудів. Втім, якщо у 1903 календарному році тут відвантажили по станції Гришине 544 тис. пудів, то у 1904 році — 52,5 лише тис. пудів, а у 1905 році — жодного вагону. У 1904—1906 роках рудник не працював — відвантажувалися лише запаси вугілля, які накопичилися на промплощадці підприємства.
Щоправда, у 1906 році справи на руднику пішли вгору: у 1906 році на руднику було видобуто 580 тис. пудів вугілля, відправлено по станції Гришине — 837 вагонів, у 1907 році — відповідно, 1,05 млн пудів і 1570 вагонів, у 1908 році — 790 тис. пудів і 1086 вагонів, у 1909 році — 1,49 млн пудів і 2252 вагони по 600 пудів кожний. Видобувну здатність і плановий видобуток на 1907—1908 роки встановили на «дореволюційній» позначці — 3…3,5 млн пудів на рік. Станом на 1910 рік, видобувна здатність і плановий видобуток вугілля на копальні Західно-Донецького кам'яновугільного товариства були встановлені на позначці, відповідно, 3,5 млн і 2 млн пудів на рік.
За перші 3 місяці 1910 року на руднику було видобуто 0,23 млн пудів, що становило приблизно половину обсягу планового вуглевидобутку. Протягом календарного року, було видобуто 1,27 млн пудів вугілля. Станом на 1912 рік, видобувна здатність і плановий видобуток на руднику були встановлені в розмірі 6 млн пудів на рік; на 1913 рік — 5 млн пудів на рік, при цьому за перше півріччя звідси вивезли залізницею з навантаженням по станції Гришине лише 521,5 вагонів мінерального палива. Реальний видобуток вугілля на копальні становив: в 1910 році — 1,268 млн пудів при 70 робітниках, в 1911 році — 1,288 млн пудів при 70 підземних робітниках, в 1913 році — 1,268 млн пудів при 95 робочих.
Рудник розробляв 3 пласти вугілля (потужністю 0,6, 0,6 і 0,8 м), які розкривали підйомною шахтою, імовірно — № 5, глибиною 45 м. Крім того, була пройдена вентиляційна шахта. На руднику працювали парові двигуни загальною потужністю 110 кінських сил. Управляючим на руднику був О. П. Сергєєв, головою правління Західно-Донецького кам'яновугільного товариства — О. І. Абановський. Рудник був зв'язаний зі станцією Гришине гужовою ґрунтовою дорогою протяжністю 5 верст. Продуктивність рудника істотно обмежувалася відсутністю адекватних під'їзних шляхів, якими могли бути лише залізниці широкої колії загального користування. Але на руднику Західно-Донецького товариства вже були свої рейкові колії, і не тільки на ньому. Мова йде про відкатку шахтних вантажів у вагонетках підземними виробками.
Досить розповсюдженою є думка, що на рудниках Гришинського вугленосного району відбите вугілля і порода під землею транспортувалися або вручну (зазвичай згадують санки), або за допомогою кінської тяги. Це не завжди відповідає дійсності, і яскравий тому приклад — рудник Західно-Донецького кам'яновугільного товариства. На цьому руднику використовувалися ручна, а також механізована відкатка горизонтальними і похилими виробками, — яка завгодно, тільки не кінна. Для забезпечення переміщення вантажів, усі виробки рудника (окрім очисних) були обладнані рейковою колією шириною 500 мм. Використовувалися рейки погонною масою 7 кг/м, а також соснові шпали, яких вкладалося по 3 штуки на погонну сажень. Середній ухил колії становив 5,2 ‰, максимальний допустимий для вагонеток — 10 ‰.
На шахті використовувалися вагонетки з дерев'яним кузовом, які були відносно дешеві (22,5 крб. за вагонетку) і легкі (всього 12 пудів). Але вони мали замалий строк служби — 4-5 місяців. Місткість кузова таких вагонеток складала 25-28 пудів, висота над рівнем головки рейок — 1,1 м, довжина — 1,25 м. Колеса вагонеток виготовлялися із чавуну, із діаметром по колу катання 240 мм і масою 20 фунтів. Жорстка база вагонетки (відстань між осями колісних пар) становила 315 мм, — тобто, подовжня стійкість екіпажу була наднизькою, що істотно обмежувала швидкість транспортування. Для змащення підшипникових вузлів коліс застосовувалася нафта. Кількість вагонеток в партії механізованої відкатки складала 10 штук. Вагонетковий парк підприємства складав 800 екіпажів, з них 700 — в роботі. Час повного обертання вагонетки (вибій — поверхня — вибій) складав 3 години.

## Питання під'їзних колій
У 1913 році питання будівництва нових під'їзних залізничних колій в районі станції Гришине і рудника Західно-Донецького товариства було вирішено. Восени гірничопромисловці приступили до обговорення проекту розвитку колійної мережі Західного Донбасу, розробленого технічним відділом служби колії Катерининської залізниці. У протоколі одного з таких засідань було зазначено: «За час обговорення питання і після розгляду поданої траси, нарада постановила: (…) визнати також такою, що відповідає вищевказаній меті трасу лінії Рутченкове — Гришине за неодмінної умови побудови гілки.., а також — будівництві збірної станції на відгалуженні, що починається приблизно на 67-й версті [від Рутченково], не доходячи до станції Гришине. Така збірна станція необхідна для залучення до лінії існуючих копалень Західно-Донецького товариства, Чечі, товариства Гришинських копалень і копалень Золотарьова, шляхом побудови приватних гілок від шахт названих підприємств, з примиканням їх до цієї станції».
У 1914 році на руднику (2 шахти, 170 робітників) було видобуто 1,6 млн пудів вугілля (даних про видобувну здатність на цей рік немає). При цьому, запас вугілля на складах рудника на 1 січня 1914 року становив 32,8 тис. пудів, на 1 січня 1915 року — 155 тис. пудів. Залізницею в 1914 році було вивезено 1,18 млн пудів палива, на власні потреби рудник витратив 301 тис. пудів. У 1915 році маркшейдер М. В. Пафомов робив перевірку плану гірничих робіт Західно-Донецького рудника (1 шахта, 232 робітників), який забезпечив видобуток 2,7 млн пудів вугілля (з них 1,07 млн пудів вугілля — в першому півріччі) при видобувній здатності 5 млн пудів на рік. На 1916 рік видобувна здатність рудника була збільшена до 10 млн пудів вугілля на рік. Згідно зі статистикою Ради З'їзду за 1916 рік, при станції Гришине значився рудник Західно-Донецького кам'яновугільного товариства з видобувною здатністю 5 млн пудів вугілля (очікуваний видобуток в першому півріччі 1917 року — 3,5 млн пудів).
Під'їзна залізнична колія Гришине — Чунишине — Сазонове була добудована в грудні 1917 року. Кінцевий пункт — станція Сазонове, рудника Західно-Донецького товариства, був тупиковим. На станції були побудовані пасажирська будівля й 2 пасажирські платформи. Втім, пасажирські потяги тут так і не пішли.

## Останні роки функціонування
Тим часом, запаси по пласту g3 «Бахіревський» на руднику Західно-Донецького товариства давно вже були відпрацьовані, — рудник вийшов на пласти f1 «Лисогорівський», h6 «Кравцовський» і g2 «Чуніхінський». Наприклад, пласт f1 розроблявся на глибині 45-65 м, потужність пласту становила близько 0,5 м. Причому, вугілля по пласті виявилося настільки кріпким, що його відбивали від масиву динамітом. Ґрунтом пласту був м'який сланець, і підбійка проводилася саме по ґрунті. Завдяки цьому, сортність вугілля була високою, дрібних шматків майже не було.
Після 1921 року Західно-Донецький рудник увійшов до складу Гришинського куща «Донвугілля». Більшість шахт опинилися затопленими, вуглевидобуток впав до критичної позначки. Останні відомості про сам рудник датовані 1928 роком, втім колія до колишньої станції Сазонове залишалася до початку XXI століття. На післявоєнних картах Генштабу тут значилася шахта Кравченко. Але це вже зовсім інша історія.